# Fluture alb american
Fluturele alb american (Hyphantria cunea) este o molie din familia Arctiidae, cunoscută în principal pentru etapa larvară, atunci când spre sfârșitul verii și toamna își creează cuiburile caracteristice de tip reticular pe crengile copacilor din lemn de esență tare. Aceasta este în principal un dăunător estetic, și nu se crede că ar produce rău copacilor sănătoși. Molia respectivă este bine cunoscută lucrătorilor serviciilor de arboricultură.

## Galerie

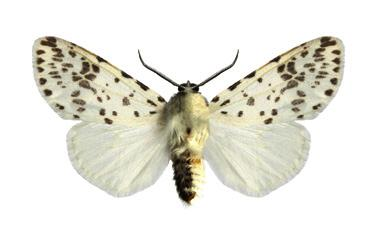
Mascul
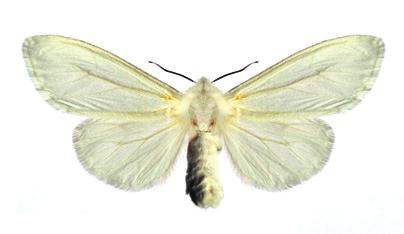
Femelă
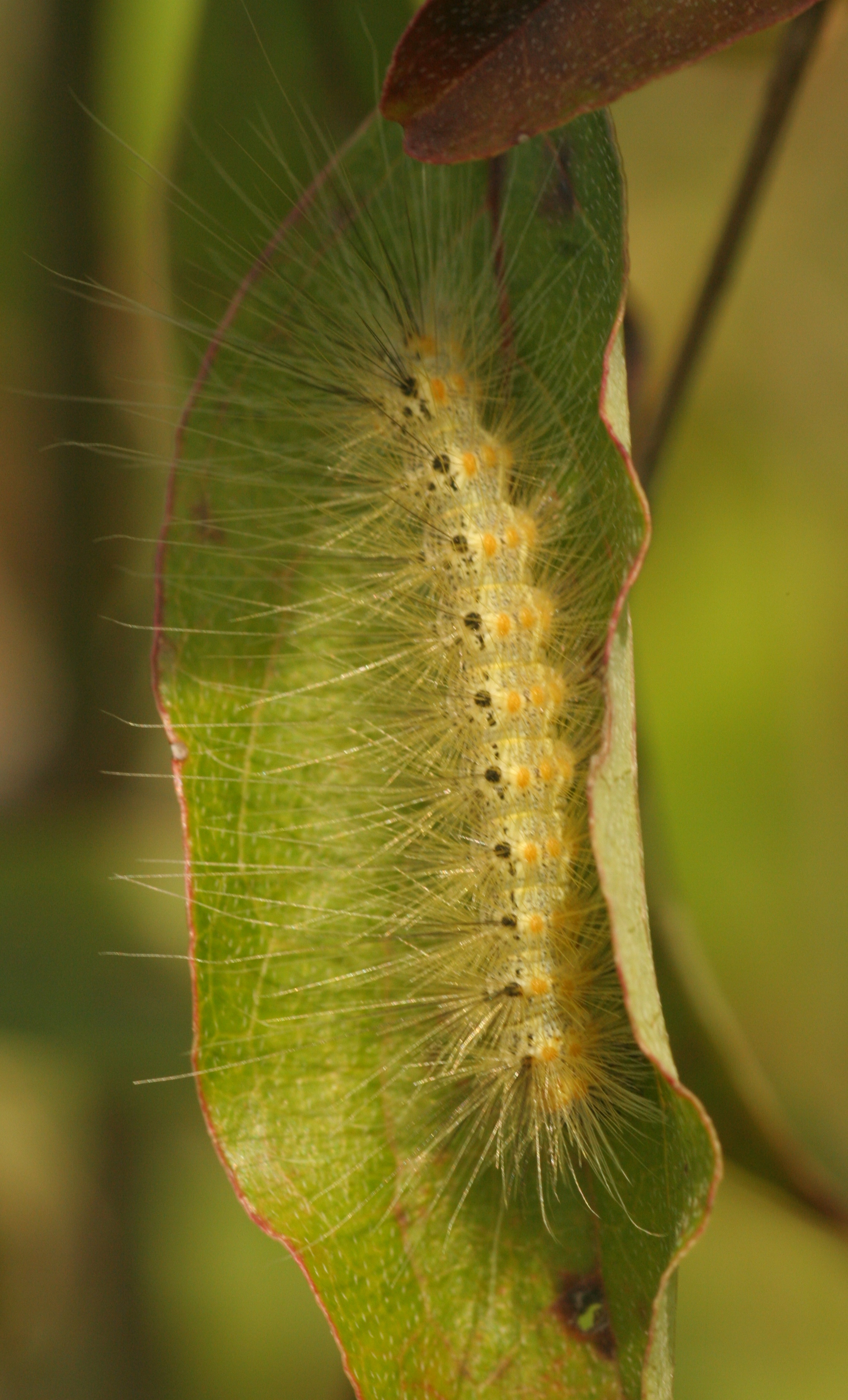
Etapă larvară timpurie
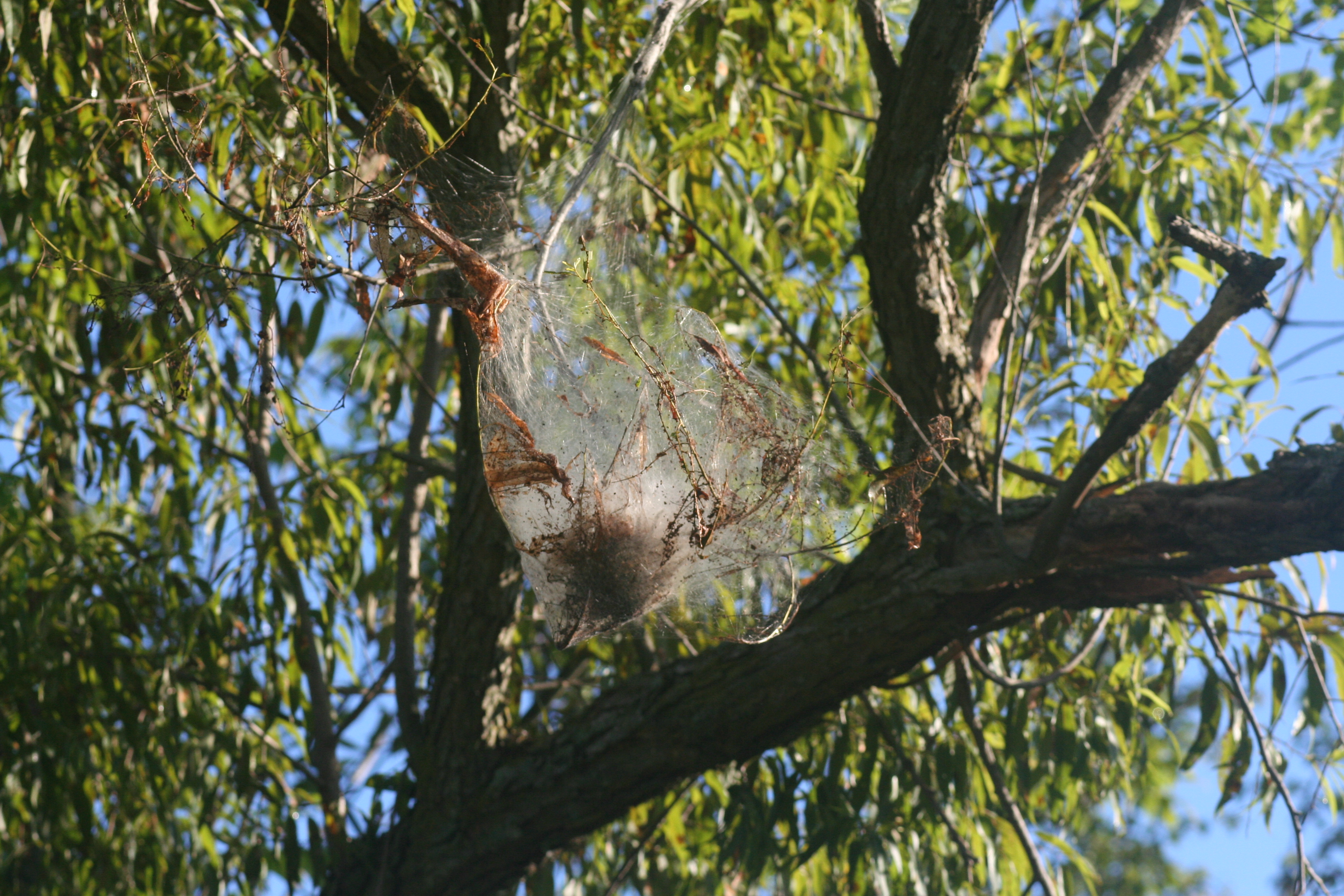
Cuib pe o salcie
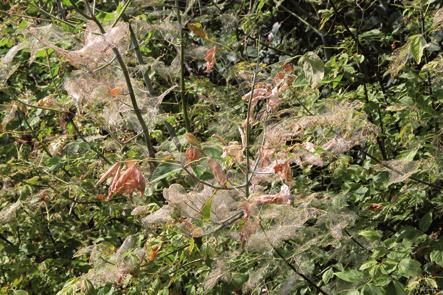
Daune cauzate unui arbore Acer negundo

## Legături externe
- Bagworm, Fall Webworm or Eastern Tent Caterpillar? Arhivat în 17 septembrie 2010, la Wayback Machine. 18 august 2001. Sandra Mason, University of Illinois Extension. Accessed 31 mai 2010.
- Fall webworm on the UF / IFAS Featured Creatures Web site